# شيخ إبراهيم (العراق)
الشيخ إبراهيم هي قرية صغيرة، محافظة نينوى في شمال العراق. تقع حوالي 25 كيلومترا (16 ميل) جنوب تلعفر و 10 كيلومترا (6.2 ميل) جنوب شرق زمبر، وحوالي 45 كيلومترا (28 ميل) مباشرة غرب الموصل. وهناك جبل في شمال شرقي المنطقة يحمل أسم جبل الشيخ إبراهيم. ترتبط القرية اداريآ لمحافظة نينوى ، توجد ينبوع في وسط القرية التي تسقي بساتين القرية ، يعتبر القرية لذوي موقع استراتيجي في طريق تجارة سابقآ. 